# María Luisa Coolighan Sanguinetti
María Luisa Coolighan Sanguinetti (1917 - 4 de julio de 2004) fue una historiadora y autora argentina, activa en Uruguay.
Conjuntamente con Mauricio Schurmann Pacheco y otros autores elaboró numerosos libros de texto de historia para escuelas y liceos.

## Selección de obras
- Solemnidades y "fiestas de guardar" en el Montevideo antiguo. Montevideo: Fin de Siglo, 1999. ISBN 978-9974-49-238-6
- La República: desde 1829 hasta los albores del siglo XXI. Integración, hidrovía y Mercosur (con M. Schurmann Pacheco). Montevideo: A. Monteverde, 1996.
- Historia del Uruguay: desde los orígenes hasta nuestros días (con Juan José Arteaga). Montevideo: Barreiro y Ramos, 1992. ISBN 978-9974-33-000-9
- Épocas indígena, hispánica y libertadora (con M. Schurmann Pacheco). Montevideo: A. Monteverde, 1985.
- Panorama general de la historia universal (con M. Schurmann Pacheco). Montevideo: A. Monteverde, 1977.